# Outat El Haj
Outat El Haj (arabisch أوطاط الحاج; Zentralatlas-Tamazight ⵓⵟⵓⵟ ⵍⵃⴰⵊⵊ Uṭuṭ Lḥajj) ist eine marokkanische Kleinstadt mit etwa 20.000 Einwohnern in der Provinz Boulemane in der Region Fès-Meknès.

## Lage und Klima
Outat El Haj liegt im Tal des Oued Moulouya am Ostrand des Mittleren Atlas in einer Höhe von etwa 785 m etwa auf halber Strecke zwischen Midelt (etwa 140 km Fahrtstrecke südwestlich) und Guercif (ca. 135 km nordöstlich). Der höchste Berg des Mittleren Atlas, der 3356 m hohe Jbel Bou Naceur, ist nur etwa 20 km Luftlinie entfernt.

## Bevölkerung
| Jahr      | 1994  | 2004   | 2014   | 2024   |
| Einwohner | 9.987 | 13.945 | 16.388 | 20.673 |

Die zumeist in der zweiten Hälfte des 20. Jahrhunderts aus den umliegenden Berg- und Wüstenregionen Nord- und Ostmarokkos zugewanderten Einwohner sind größtenteils berberischer Abstammung. Man spricht jedoch in der Regel Marokkanisches Arabisch.

## Wirtschaft
In den Dörfern der Umgebung wird in geringem Umfang Feldwirtschaft betrieben und Vieh (Schafe, Ziegen, Hühner) gezüchtet. Auch Teppiche werden in Heimarbeit gewebt. Die Kleinstadt selbst fungiert als regionales Handwerks-, Handels- und Dienstleistungszentrum.

## Geschichte
Zur älteren Geschichte des Ortes liegen – wie in den Berbergebieten des Maghreb allgemein üblich – keine schriftlichen Aufzeichnungen vor. Seine Bedeutung erlangte der Ort erst während der französischen Protektoratszeit und nach der Unabhängigkeit Marokkos.